# كان (فنان)
كان (باليابانية: KAN ) (و. 1962  م) هو مغني، ومغن مؤلف، وملحن، وشاعر غنائي، ومنتج أسطوانات ياباني، ولد في فوكوكا، فوكوكا.

## التعليم
تعلم في جامعة هوساي.

## روابط خارجية
- كان على موقع ميوزك برينز (الإنجليزية)
- كان على موقع ديسكوغز (الإنجليزية)